# Chàng Ivan
Chàng Ivan (tiếng Nga: Иван) là một trong những nhân vật truyền thuyết phổ biến nhất tại Nga, Ukraina và Belarus.

## Lịch sử
Trong ấn phẩm Truyền thuyết dân gian Nga (Народные русские сказки) san hành năm 1873, tác gia Aleksandr Nikolayevich Afanasyev đã liệt kê được hai hình mẫu nhân vật Ivan, một là hoàng tử và một là tiện dân. Nhưng theo giới phê bình văn học thế kỷ XX, văn chương cổ điển Nga còn có hình mẫu thứ ba là tráng sĩ Ivan Godinovich, tuy nhiên huyền thoại này có vẻ "ít chất Nga nhất" và cũng không phổ biến.
Tựu trung, cả ba hình tượng này đều diễn tả lớp người có vị thế hèn kém trong xã hội cũng như ở gia đình, mà họ thường nhờ hạnh vận mà vượt qua cái bóng của mình. Cũng vì lẽ đó, hình tượng chàng Ivan biểu thị cho sự cầu tiến của những lớp người bần cùng nhất.
1. Hoàng tử Ivan (Иван-царевич)
Nhân vật hoàng tử mang cả hai tác dụng tích cực và tiêu cực. Chàng Ivan thường là út trong số ba hoàng tử và ba công chúa, lẽ tất nhiên ban đầu có thể là người công chính tới mức ngây thơ dễ phạm sót lầm.
- Về tích cực, Ivan đoạt ngôi báu vì công nghiệp đả thắng yêu quái. Dạng nhân vật này thường được sự ứng trợ của các thế lực phi phàm trên nguyên lý "ơn đền oán trả".
- Về tiêu cực, Ivan thông minh tới mức xảo trá, nuôi ý định soán ngôi các anh vì tị hiềm và tin mình đại trí đại dũng thời xứng kế vị hơn. Nhưng sau đó nhân vật kiểu này lại hối lỗi và xin Bề Trên giáng phạt, thường thì được sá miễn.

Nhưng dù ở thái cực nào, rốt cuộc chàng Ivan cũng cưới được nàng Vasilisa tươi xinh tuyệt trần. Tuy nhiên, đó là sự "tưởng thưởng" cho nỗ lực tranh đấu chọn lựa giữa "dữ" và "lành", "chính" hay "tà", mà kiểu nhân vật này tất yếu phải trải qua.
Vậy nên, hình tượng hoàng tử Ivan được học giới coi là biểu hiện cần thiết trong phẩm cách kị sĩ trung đại - thời kì Đông Âu thường xuyên đại loạn vì những cuộc xâm lăng của ngoại tộc.
2. Chàng ngốc Ivanushka (Иванушка-дурачок)
Kiểu cách nhân vật này được coi là mặt biếm trích dạng thứ nhất. Ivanushka bị tha nhân cười chê là thằng ngốc (dù trong thực tế cũng vô cùng láu cá và hiếu động), nên chàng ta thường nằm rung đùi trên trốc bếp lò mà bỏ mặc sự đời. Nhưng nhờ thế lực siêu nhiên hiệp trợ nên thắng được các giám mục và nhất là yêu quái. Sau rốt, Ivanushka cưới được công chúa Vasilisa, cả hai rất tâm đắc bởi cùng béo tròn như nhau.
Theo tham cứu độc lập, cái sự "ngốc / lười" chính là "bùa hộ mạng" hoặc "phao cứu sinh" để nuôi sĩ khí nhân vật (chủ yếu thông qua hành vi ưa đặt câu hỏi trước các hiện tượng từ nhỏ tới lớn). Cho nên, sự thắng thế liên tiếp của Ivan không phải ngẫu nhiên mà là kết quả quá trình tôi luyện nhân-trí-dũng-thành. Có thể coi là bài học răn về sự trưởng thành trong đời người.
Hình tượng này được ví như những đặc tính của lớp người bình dân - đối tượng luôn chiếm phần đông trong lịch sử xã hội và cả mối quan tâm của văn nghệ. Trong thời đỉnh thịnh của văn nghệ Tô Liên, nghệ giới Nga và Ukraina từng có những sáng tạo nhằm cách tân kiểu nhân vật này, nhưng không thành công. Vì thế, nhân vật này tới nay vẫn được coi là căn tính chung của hình thái xã hội Nga.
3. Tráng sĩ Ivan Godinovich (Иван Годинович)
Anh hùng Ivan Godinovich vốn là cháu gọi bằng bác của vương công Vladimir trót đổ mê lệnh ái của thương gia Dmitry, nên rủ thêm bốn tráng sĩ lừng danh Ilya Muromets, Alyosha Popovich, Dobrynya Nikitich và Vasily Kazimirovich phiêu lưu khắp thế gian tìm vị thương gia để ngõ ý. Hành trình của bộ ngũ nhân vật ứng với bối cảnh Đông Âu giai đoạn huy hoàng nhất của Kim Trướng hãn quốc.
Tuy nhiên, Ivan Godinovich là kiểu mẫu võ biền với lối hành xử thô bạo. Chàng lần lượt đi từ bức dâm tới đồ sát những người phụ nữ có quan hệ thân tộc với ý trung nhân chỉ vì không chịu tiết lộ chỗ ẩn náu của nàng. Ở đoạn cuối hành trình, sau khi nàng cự tuyệt, Ivan tái diễn hành vi để thỏa mãn thú tiêu khiển nhất thời. Đây có lẽ là lý do hình mẫu này ít được chuộng nhất trong các sử thi anh hùng thời Rus.
Một giả thuyết khác cho rằng, qua biến thiên lịch sử, hình tượng Ivan Godinovich đã chuyển hóa hoặc hòa nhập vào hình mẫu hung thần Koshchey Bất Tử - một biểu tượng của lòng tham, sự vị kỉ và ưa bạo động. Cũng vì thế, Ivan Godinovich có thể coi là sự biểu tượng hóa cho ý thức bạo quyền của các quốc gia bán khai.

## Văn hóa
Ở bản thể các truyện kể, nhân vật chàng Ivan thường được đặt cạnh hình tượng hung thần Koshchey theo nguyên tắc song hành (mùa xuân mùa đông, mùa hè mùa thu; ban ngày ban đêm; tuổi trẻ tuổi già; chính nghĩa phi nghĩa...). Một số hãn hữu thì lại thay Koshchey bằng Baba Yaga, nhưng phiên bản này thường là chàng ngốc Ivan hoặc chú nhóc Ivanushka. Tuy nhiên, dù luôn được gắn kết với hình tượng nàng Vasilisa, nhưng kiểu mẫu chàng Ivan không phải anh hùng nghĩa sĩ mà chỉ là nhân vật có hành động phi thường, và sự đoàn viên Vasilisa là kết quả chuỗi hành vi ấy.
Ngoài ra, truyện phiêu lưu của chàng Ivan còn đối thủ tiềm ẩn nữa là sơn long Zmey Gorynich, nhân vật thường được coi là kết tinh những phẩm chất của Baba Yaga và Koshchey. Hơn nữa, cuộc tranh đấu giữa Ivan và quái vật rõ ràng có bản chất tông giáo, đấy là cuộc đua giữa Thiên Chúa giáo nói chung với dị giáo. Hình tượng này vốn bắt nguồn từ huyền tích thánh Georgy đồ long.
Vả lại, nhân vật đặc biệt nhất trong vai trò tương trợ chàng Ivan là ông già thông thái Chernomor. Đôi khi Baba Yaga cũng đảm nhiệm vị thế này, nhưng chỉ vì thích nghe xiểm nịnh hoặc do nổi cơn ganh tị hung thần Koshchey.
- Truyện hoàng tử Ivan, con chim lửa và con sói xám[7] (Сказка об Иване-царевиче, Жар-птице и о Сером-волке)
- Hoàng tử Ivan và hiệp khách Polyanin Trắng (Иван-царевич и Белый Полянин)
- Vasilisa thông thái (Василиса Премудрая)
- Truyện dũng sĩ, táo thanh xuân và suối sự sống (Сказка о молодце-удальце, молодильных яблоках и живой воде)
- Hoàng tử Ivan và công chúa Marfa (Иван-царевич и Марфа-царевна)
- Chàng Ivanushka ngốc (Иванушка-дурачок)
- Chim ưng gỗ[8][9] (Деревянный орёл)
- Con ngựa, khăn trải bàn và chiếc sừng (Конь, скатерть и рожок)
- Con ngựa gù (Сивка-бурка / Конёк-Горбунок)
- Theo lệnh cá măng (По щучьему веленью)
- Công chúa không biết cười (Царевна Несмеяна)
- Chàng Ivan tá điền và phép lạ (Иван крестьянский сын и чудо-юдо)
- Chị Alyonushka và em Ivanushka (Сестрица Алёнушка и братец Иванушка)
- Thiên nga hoang dã (Гуси-лебеди)